# 4866 Badillo
4866 Badillo (1988 VB3) là tiểu hành tinh vành đai chính được phát hiện ngày 10 tháng 11 năm 1988 bởi T. Kojima ở Chiyoda. Nó được đặt theo tên của Jesuit, nhà thiên văn học Philippines và cựu giám đốc Đài quan sát Manila, Fr. Victor L. Badillo.